# Macedonia en los Juegos Olímpicos de Vancouver 2010
Macedonia estuvo representada en los Juegos Olímpicos de Vancouver 2010 por un total de 3 deportistas que compitieron en 2 deportes.  
El portador de la bandera en la ceremonia de apertura fue el esquiador alpino Antonio Ristevski. El equipo olímpico macedonio no obtuvo ninguna medalla en estos Juegos.